# Divín
Divín és un poble i municipi d'Eslovàquia. Es troba a la regió de Banská Bystrica. La primera menció escrita de la vila es remunta al 1329.

## Demografia
| Godina             | 1994 | 2004   | 2014   | 2024   |
| ------------------ | ---- | ------ | ------ | ------ |
| Nombre de persones | 2102 | 2045   | 2076   | 2012   |
| Diferència         |      | −2,71% | +1,51% | −3,08% |

| Godina             | 2023 | 2024   |
| ------------------ | ---- | ------ |
| Nombre de persones | 2027 | 2012   |
| Diferència         |      | −0,74% |